# 库隆斯
库隆斯（法語：Coulonces，法語發音：[kulɔ̃s] ⓘ）是法国奥恩省的一个市镇，属于阿让唐区。

## 地理
库隆斯（48°50'10"N, 0°0'27"E）面积6.15 平方千米，位于法国诺曼底大区奧恩省，该省份为法国西北部内陆省份，北起顺时针与卡爾瓦多斯省、厄尔省、厄尔-卢瓦省、萨尔特省、马耶讷省和芒什省接壤。
与库隆斯接壤的市镇（或旧市镇、城区）包括：方丹莱巴塞、维勒迪约莱巴约勒、巴约勒、盖普雷、迪沃河畔图尔奈、特兰。

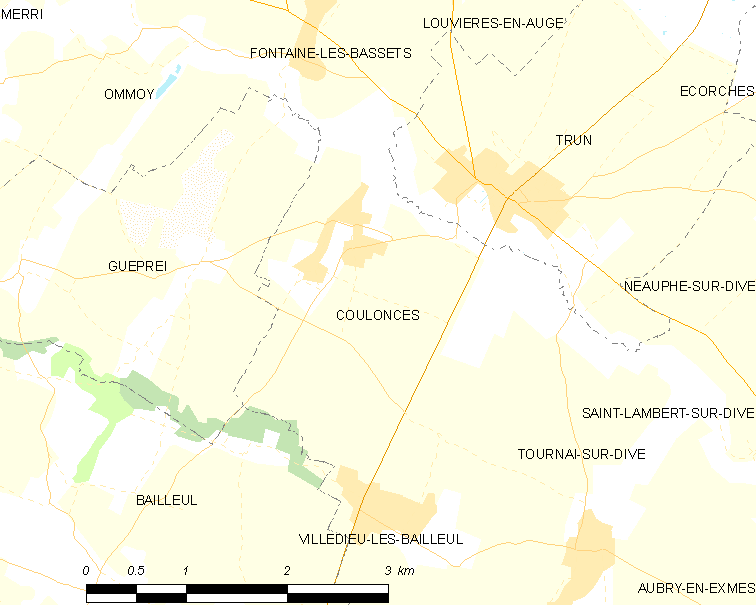
库隆斯的OSM定位图

库隆斯的时区为UTC+01:00、UTC+02:00（夏令时）。

## 行政
库隆斯的邮政编码为61160，INSEE市镇编码为61123。

## 政治
库隆斯所属的省级选区为阿让唐第二县。

## 人口

1962-2008年间库隆斯人口变化图示

库隆斯于2022年1月1日时的人口数量为212人。